# یشیل‌کوی (هوپا)
یشیل‌کوی (به لاتین: Yeşilköy) یک منطقهٔ مسکونی در ترکیه است که در هوپا واقع شده‌است. یشیل‌کوی ۱۳۰ نفر جمعیت دارد.